# Джузеппе Д'Альтруї
Джузеппе Д'Альтруї (італ. Giuseppe D'Altrui, 7 квітня 1934 — 26 лютого 2024) — італійський ватерполіст.
Олімпійський чемпіон 1960 року, учасник 1956, 1964 років.
Бронзовий призер Чемпіонату Європи з водного поло 1954 року.
Переможець Середземноморських ігор 1955, 1963 років, срібний призер 1959 року. Батько італійського ватерполіста, олімпійського чемпіона 1992 року Марко Д'Альтруї.